# Dwarves
A Dwarves amerikai punk rock/hardcore punk/garázsrock együttes. Karrierjük a nyolcvanas években kezdődött; ekkor alakult meg a "Suburban Nightmare" nevű garázsrock zenekar, amelyet gyakran a Sonicshoz hasonlítottak. A Suburban Nightmare-t a "Paisley Underground" mozgalom képviselői közé sorolták.
Az együttes ismert lett látványos és botrányos koncert-fellépéseikről, amelyek általában tizenöt percesek.
Chicagóban alakultak, de később áttették a székhelyüket San Franciscóba.
A zenekart az "igazi punk rock ideológia egyik utolsó bástyájának" nevezték.

## Tagok
Blag Dahlia (vagy Julius Seizure, születési nevén Paul Cafaro), és HeWhoCannotBeNamed (Pete Vietnamcheque) gitáros képviselik a kezdettől fogva az együttest. Jelenlegi tagjai rajtuk kívül: Rex Everything - basszusgitár, ének, Fresh Prince of Darkness" gitár, "Hunter Down" - dob. Korábbi tagjaik közé tartozik "Dutch Ovens", "Gregory Pecker", "Chip Fracture", "Wholley Smokes", "Clint Torres", "Tazzie Bushweed", "Thrusty Otis", "Crash Landon", "Wreck Tom" és "Vadge Moore". Josh Freese dobos több Dwarves-lemezen is játszik.

## Diszkográfia
- A Hard Day's Nightmare (The Surburban Nightmare néven, 1985)
- Horror Stories (1986)
- Toolin' For A Warm Teabag (1988)
- Blood Guts & Pussy (1990)
- Thank Heaven for Little Girls (1991)
- Sugarfix (1993)
- The Dwarves Are Young and Good Looking (1997)
- The Dwarves Come Clean (2000)
- How To Win Friends And Influence People (2001)
- The Dwarves Must Die (2004)
- The Dwarves Are Born Again (2011)
- The Dwarves Invented Rock & Roll (2014)
- Radio Free Dwarves (2015) [12]
- Take Back The Night (2018) [13]
- Concept Album (2023)
- Keep It Reel (2024)